# Теодора-Евдокия
Теодора-Евдокия според някои схващания е дъщеря на крал Стефан Урош III от втория му брак с византийската принцеса Мария Палеологина и съответно е еднокръвна сестра на цар Стефан Душан. Някои изследователи обаче оспорват тази теза, тъй като тя се базира на използваната от Теодора-Евдокия титла „царица“, която навежда на погрешната мисъл, че тя е дъщерята на крал Стефан Урош III. В действителност, както твърди Пламен Павлов, тази титла са имали право да използват в някои случаи и деспотиците. Затова той смята, че така изведен произходът ѝ е плод на недоразумение и в действителност Теодора-Евдокия произлиза от българското болярство.
В периода 1346 – 1355 г. се омъжва за овдовелия велбъждски войвода Деян. Той се сдобива с титлата „севастократор“, а по-сетне става и деспот. Теодора го надживява, също както и първородния си син деспот Йоан. В края на земните си дни Теодора се замонашава и приема монашеското име Евдокия. Умира вероятно преди 1393 година.<ref name="Забравеното 276">
Доя, чийто портрет е запазен в Земенския манастир „Свети Йоан Богослов“ редом до портрета на нейния съпруг (погрешно смятан за деспот Деян), не е Теодора-Евдокия, както се смята обикновено, а е местна болярка.